# Unterneukirchen
Unterneukirchen är en kommun och ort i Landkreis Altötting i Regierungsbezirk Oberbayern i förbundslandet Bayern i Tyskland.
Kommunen ingår i kommunalförbundet Unterneukirchen tillsammans med kommunen Kastl.